# Aris, Alba & The Olympics
Aris, Alba & The Olympics — это греческая группа второй половины 1960-х годов. Также известная под названиями Orchestre Aris - Alba, Alba - Aris & The Olympics, Alba, Aris & The Olympics, Alba, Aris And The Olympica, Aris - Alba And The Olympics, Aris And The Olympics

## История группы
Греческие рок- и поп-группы долгое время были не известны за пределами Греции. В Евровидении, например, Греция дебютировала только в 1974 году. Единичные исключения случались, например, успех группы The Forminx, чей сингл «Jeronimo Yanka» стал "золотым" всего за неделю и стал причиной появления "Форминкс" в престижных западных журналах, посвящённых современной музыке. Однако речь шла о "заочном успехе", связанном с продажей пластинок или участием в кинематографических проектах. Никто из лидеров греческой рок- или поп-сцены за пределами страны не гастролировал. Группа ARIS, ALBA & THE OLYMPICS стала первой, у которой были успешные гастроли за пределами родины.
Группа создана опытным саксофонистом Арисом Караданисом. Основа группы - итальянская певица Alba, прибывшая в Грецию незадолго до создания группы, мультиинструменталист Марко Алексиу (Marco Alexiou), гитарист Христос Эммануил (Χρήστος Εμμανουήλ), сам Арис Караданис (Άρης Καραντάνης) и некоторое количество сессионных музыкантов. Проект изначально проектировался как "экспортный". В результате первые два года существования у группы не было концертов на территории Греции и, как следствие, плохие продажи первых синглов. Первоначальный репертуар группы базировался на различных вариантах популярной в середине 1960-х финской енке. Первые гастроли провели на родине енки - Финляндии. Выступления прошли с большим успехом. Как их кратко описывали греческие источники:

Группа заманивала молодых людей в настоящий танцевальный бред (παρασύροντας τους νέους σε ένα πραγματικό χορευτικό παραλήρημα ).
В 1967 году к власти в Греции приходит диктатура так называемых "Черных полковников". Несмотря на то, что у группы была возможность остаться за границей, музыканты не только возвращаются на Родину, но и начинают записывать песни на греческом языке, активно гастролировать в самой Греции, благодаря чему впоследствии попали в документальный фильм, посвящённый истории греческой рок-и поп-музыке 1960—1970-х. В 1968 году ансамбль записывает свой главный хит Στη Μαμά Μου Θα Το Πω. Находясь на пике популярности группа неожиданно расформировывается, при чём разные сайты дают разные даты этого события в большом диапазоне от 1968 до 1971. Однако ни на одном из сайтов нет указаний на какую-либо активность проекта после 1969 года, при этом ряд сайтов датой расформирования указывают именно 1969 году, что по видимому и следует считать истинной датой. Возможная причина путаницы с датой заключается в том, что в начале Арис и Альба выходят из группы, продолжая выступать как дуэт Aris-Alba.

## Сольные проекты участников
После распада группы Alba на некоторое время уходит со сцены, но возвращается в середине 1970-х радикально сменив как имидж, так и музыкальный материал. Если в составе Aris, Alba & The Olympics она была стройной молодой брюнеткой, то во время сольной карьеры она выглядела зрелой женщиной с избыточным весом. В музыкальном отношении композиции представляли собой диско-номера. Наиболее успешным был выпущенный в 1976 году сингл Έλα Για Μια Στιγμή / Πάλι(7"). Однако в конечном итоге Альба не смогла составить достойную конкуренцию более молодым исполнителям и в конце 1970-х окончательно прекращает свою музыкальную карьеру.
Христос Эммануил стал первым участником ансамбля, который стал участвовать в различных параллельных проектах. Первые записи появились уже в 1966 году, однако долгое время это было участие в качестве сессионного музыканта. Большинство таких проектов использовали элементы фолк-музыки. Примечательно, что поклонники Христоса создают слайд-шоу его песен, включая фотографии Aris, Alba & The Olympics. На момент написания этой статьи (март 2020 год) последние изданные записи датируются - полноценный сольный  альбом (Σε Θέλω Σ' Αγαπώ) - 1980 год, участие в других проектах - композитор на сольном альбоме Джорджа Захаридиса (Γιώργος Ζαχαριάδης), вышедшего 23 декабря 2019 года.
Судьба лидера группы Aris, Alba & the Olympics сложилась трагически. Долгое время он выступал как рядовой саксофонист различных оркестров, Писал аранжировки для других исполнителей, при этом сам вёл довольно скромный и мало заметный образ жизни. В середине 1980-х снимется в кино (фильм ΚΥΝΗΓΟΙ ΤΟΥ ΟΥΡΑΝΙΟΥ ΤΟΞΟΥ (Охотники за раем)), играя фактически самого себя, после чего прекращает свою творческую деятельность. В начале 2010-х годов в Греции возникает мода на так называемый ретро-стиль. Восстанавливаются некоторые группы 1960-х, появляются ремастерированные записи, популярных исполнителей. Один из публицистов Михалис Кафантарис (Μιχάλη Καφαντάρη) пишет объёмное эссе об Арисе с просьбой помочь найти информации о музыканте. Однако несмотря на то, что это эссе было опубликовано на разных сайтах единственным откликнувшимся на просьбу был сын Ариса - Никос Караданис, который и сообщил о том, что его отец умер в середине 1990-х от острой сердечной недостаточности.
Маркос Алексиу родился в Александрии, Египет, в 1939 году. В 4 года он уже играл на фортепиано, а в 18 лет начал свою профессиональную карьеру, путешествуя по Ливану, Сирии, Египту, Кипру и Греции. Приехав в Грецию в 1960-х годах, он принёс с собой своё своеобразное музыкальное звучание и новые звуки, которые выработались благодаря многолетним музыкальным исследованиям во время гастролей с крупными международными джазовыми музыкантами.
В конце 70-х он создал группу Sphinx с Джорджем Филиппидесом, Джорджем Трандалидисом, а затем с Lakis Zoe, группой, которая была популярной  джазовой командой в Греции. Сфинкс с большим успехом выступал как в джаз-клубах так и на больших площадках. Историческим стал концерт Сфинкса в 1980-х годах, который прошёл с аншлагом в театре Lycabettus.
После распада группы Марк Алексиос продолжил гастроли по Греции, США, Австралии и Европе, выступая в таких клубах, как Sweet Basil и нью-йоркская Blue Note. Он продолжал записывать как сольные альбомы, так и как сессионный музыкант у других исполнителей, публиковал книги по теории джаза и обучал студентов.
Скончался 9 февраля 2014 года от осложнений, вызванных острым респираторным заболеванием.

## Στη Μαμά Μου Θα Το Πω (Я скажу своей маме)
По мнению известного историка современной греческой музыки Георгия Биликаса(Γιώργος Μπιλικάς) наиболее важной и значимой стала песня Στη Μαμά Μου Θα Το Πω (Я скажу своей маме).
С музыкальной точки зрения песня имеет простую ритмичную мелодию и незамысловатый текст.
Στου σπιτιού μου την αυλή
με φλερτάρει ένα παιδί
ένα αγόρι ζωηρό,
όμορφο μελαχρινό.
Πω, πω, πω, πω,
στη μαμά μου θα το πω.
Έχει μάτια γαλανά,
σαν τον ήλιο φωτεινά
φαίνεται παιδί καλό,
με χαμόγελο γλυκό.
Πω, πω, πω, πω,
στη μαμά μου θα το πω
Θεέ μου, πόσο το λατρεύω
Θεέ μου, πώς τον αγαπώ
και δικό μου τον εθέλω, αχ
δεν μπορώ, θα τού το πω.
Στου σπιτιού μου την αυλή
θα κατέβω ένα πρωί
δυο λογάκια θα τού πω,
βρε παιδί μου σ' αγαπώ.
Πω, πω, πω, πω,
στη μαμά μου θα το πω.
Примерный перевод песни такой:
Во дворе моего дома
со мной флиртует юноша.
Он такой живой мальчик,
а я красивая брюнетка
Вау, скажу, скажу, скажу,
я скажу маме.
У него голубые глаза,
как яркое солнце.
Этот ребёнок выглядит так хорошо,
у него такая сладкая улыбка
Вау, скажу, скажу, скажу,
я скажу маме
Боже мой, как сильно я обожаю его.
Боже мой, как я его люблю...
Песня оказалась настолько популярной, что в начале 2000-х современные композиторы продолжают сочинять для неё более современные аранжировки, а популярные греческие группы записывают на неё каверы.

## Дискография (выборочно)
| Песни, входившие в состав сингла или название сборника                                      | Формат                     | Лейбл                        | Номер в каталоге | Год издания |
| ------------------------------------------------------------------------------------------- | -------------------------- | ---------------------------- | ---------------- | ----------- |
| Aris Carandanis*, Orchestre Aris - Alba - Oui Messieurs / Marilena                          | (7", Single)               | RCA Victor                   | 50g 4001         | 1965        |
| Nicolassa / Amour Perdu                                                                     | (7", Single)               | RCA Victor                   | 50g 4000         | 1965        |
| Alba's Shake / Une Française En Grece (Sirtaki)                                             | (7", Single)               | RCA Victor                   | 50g 4007         | 1966        |
| Mon Ami / Amore Piangerai                                                                   | (7", Single)               | RCA Victor                   | 50g 4011         | 1966        |
| Χρήστος Εμμανουήλ Και Aris And The Olympics* - Άντζελα                                      | (7", Single)               | RCA Victor                   | 50g 4013         | 1966        |
| Στη Μαμά Μου Θα Το Πω / Δεν Έχω Καρδιά                                                      | (7", Single, Lar)          | RCA Victor                   | 50g 4025         | 1968        |
| Στη Μαμά Μου Θα Το Πω / Δεν Έχω Καρδιά                                                      | (7", Single)               | Olympic                      | 0E 74016         | 1968        |
| Alba, Aris And The Olympics / Sover Group, Έλενα* - Στη Μαμά Μου Θα Το Πω / Αγόρι Μου Γλυκό | (7", Single, Promo)        | Fidelity                     | FIN 65           | 1968        |
| Ελεύθερα Πουλιά / Δυο Μάτια Γλυκά                                                           | (7", Single, Mono)         | RCA Victor                   | 50g 4032         | 1969        |
| Στη Μαμά Μου Θα Το Πω (as Alba-Aris & The Olympics) Various - Ελληνικά Συγκροτήματα         | (LP, Comp)                 | Olympic                      | SBL 1125         | 1977        |
| Στη Μαμά Μου Θα Το Πω (as Alba & Aris) Various - Εφέ Και Κολλητά 26 Τραγούδια Άλλο Πράγμα   | (LP, Comp)                 | Philips                      | 842992-1         | 1990        |
| Στη Μαμά Μου Θα Το Πω (as Alba & Aris) Various - Εφέ Και Κολλητά 26 Τραγούδια Άλλο Πράγμα   | (CD, Comp)                 | Philips                      | 842992-2         | 1990        |
| Στη Μαμά Μου Θα Το Πω Various - Το Πάρτυ Του Σαββάτου                                       | (2xLP, Comp)               | Philips                      | 518081-1         | 1993        |
| Amour Perdu (as Aris - Alba) Various - 1965                                                 | (CD, Comp)                 | Polydor                      | 531 882-2        | 1996        |
| Nicolassa (as Aris - Alba) Various - Love Without Love - Να Μείνουμε Πάντα Παιδιά           | (CD, Comp, RM)             | BestEnd                      | 2711702044       | 2009        |
| The Latins / Alba And Orchestre Aris* - Habibi Twist / Alba's Shake                         | (7", Single, Ltd, Num, TP) | Radio Martiko                | RM001            | 2015        |
| Στη Μαμά Μου Θα Το Πω Various - Fiesta                                                      | (2xCD, Comp)               | Compact Disc Club, Real News | RN10252016       | 2016        |